# Ridderorden in Pruisen
Pruisen werd in de 16e eeuw een bezit van de keurvorst van Brandenburg en gaf zijn naam aan het koninkrijk Pruisen. De vrijstaat Pruisen werd in 1948 door de Geallieerde bezetters van Duitsland opgeheven. In de loop der eeuwen werden veel gebieden door Pruisen veroverd of door huwelijk of verdrag met Pruisen verbonden. Veel van deze landen en landjes bezaten hun eigen ridderorden.

## In Pruisen opgegane gebieden
Het graafschap Limburg (Lenne)
- De Orde van de Oude Adel of "Orde van de Vier Keizers"
- De Orde van Sint Philipp van de Leeuw van Limburg (Duits:"Orden St. Philipps zum Löwen von Limburg")

Het vorstendom Liegnitz
- De Orde van de Oude Houweel rond 1400

Het hertogdom Kleef
- De Orde van de Gekken ook "Orde van de Narren" genoemd. 1331

Het hertogdom Silezië
- De Orde van het Gouden Hert 1672

Nassau-Dillenburg
- De Jachtorde of Orde van het Nobele Tijdverdrijf.

Nassau-Diez
- De Orde van het Vertrouwen

Sachsen-Weissenfels en Querfurt
- De Orde van de Edele Passie of "Orde van Querfurt". 1704

Het hertogdom Engern en Westphalen
- De Orde van de Dankbaarheid 1696

Het keurvorstendom Keulen
- De Orde van Sint-Hubertus 1761

Het koninkrijk Westfalen

Ook het door Napoleon geschapen koninkrijk Westfalen lag gedeeltelijk op Pruisisch grondgebied.Het bezat enige onderscheidingen waaronder:
- De Orde van de Kroon van Westfalen (Duits:"Orden der Westphälischen Krone") (1809-1813)
- De Orde van de Hofeer {Duits: "Orden der Hofehre) Een Damesorde uit 1809.

Het groothertogdom Frankfurt
- De Orde van Concordia 1806

Het keurvorstendom Hessel-Kassel

"Keurhessen" bezat als landgraafschap vóór 1803 en als keurvorstendom na die datum een aantal ridderorden. Op 1 augustus 1866 werd Keurhessen door Pruisen geannexeerd. De ridderorden werden op 3 oktober 1866 tot Pruisische orden verklaard en op 27 augustus 1875 afgeschaft. Dit besluit en het uitsterven van de Keurhessische linie maakte het de groothertog van Hessen op 8 juni 1876 mogelijk om de Huisorde van de Gouden Leeuw als "Groothertogelijk Hessische Gouden Leeuwenorde" (Duits: Großherzoglich Hessischer Goldener Löwenorden")  tot een Hessische Huisorde te maken.
- De Huisorde van de Gouden Leeuw (Hessen-Kassel) 1770
- De Militaire Orde van Verdienste 1769
- De Orde van de IJzeren Helm 1814
- De Wilhelm Orde 1851

Het markgraafschap Bayreuth
- De Orden "de la sincerité"
- De Orde van de Rode Adelaar

Het koninkrijk Hannover
- De Koninklijke Orde van de Welfen
- De Ernst August-Orde
- De Orde van Sint-Joris

Het hertogdom Nassau
- De Orde van de Gouden Leeuw van Nassau (samen met de Luxemburgse groothertog) 1858
- De Orde van Verdienste van Adolf van Nassau 1866

Hohenzollern-Hechingen en Hohenzollern-Sigmaringen
- De Vorstelijk Hohenzollernse Huisorde

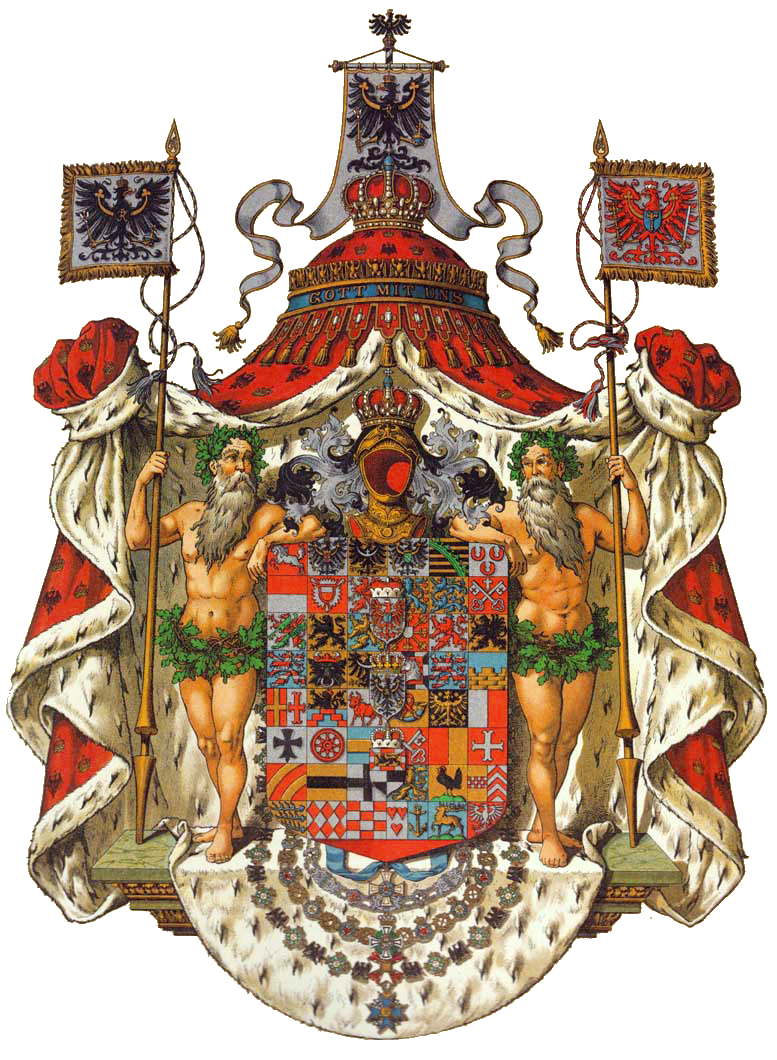
Dit is het grote Wapen van de Koning van Pruisen met vier van zijn Ridderorden.

## Pruisen en Brandenburg
- Pruisen was de "Ordensstaat" van de Duitse Orde.

Orden van het Keurvorstendom Brandenburg
- De Zwanenorde 1440
- De Ridderlijke Broederschap van Sint-Christoffel van het Klooster Wessera  1465
- De Ballije Brandenburg van de Johanniterorde werd in de reformatie onder gezag van de Keurvorst gebracht.
- De Ordre de la Générosité 1667
- De Orde van de Goede Vriendschap (samen met Saksen) 1692

Orden van het Koninkrijk Pruisen
- De Hoge Orde van de Zwarte Adelaar 1701
- De Abelorde ook Orde van de Ware Oprechtheid en Redelijkheid genoemd. rond 1700
- De Orde Pour le Mérite  1740 en in 1842 als Orde voor wetenschap en kunst
- De Orde van de Rode Adelaar 1792
- De Koninklijk Pruisische Sint Johanniterorde ("Königlich Preussischer Sankt Johanniterorden") 1812
- De Luisen-Orde 1814<
- Het in 1813 ingestelde IJzeren Kruis wordt vaak in een adem met de Ridderorden genoemd maar werd pas in 1939 ook formeel een Orde.
- De Huisorde van Hohenzollern 1849
- De Balley Brandenburg des Ritterlichen Ordens St. Johannis vom Spital zu Jerusalem 1852
- De Kroonorde 1861
- Het Kruis van Verdienste voor Vrouwen en Maagden 1871
- DeOrde van Verdienste van de Pruisische Kroon
- De Wilhelm-Orde

In 1918 werd in Berlijn de Duitse, en Pruisische, republiek uitgeroepen. De Pruisische ridderorden werden afgeschaft en de vrijstaat Pruisen stelde geen nieuwe orden in.
Huisorden van de Hohenzollern

De voormalige regerende dynastie verleent in eigen kring nog de
- Hoge Orde van de Zwarte Adelaar,

de Huisorde van Hohenzollern
en de 
- Luisen-Orde.

Literatuur:
- Gustav Adolph Ackermann, "Ordensbuch" Annaberg 1855
- Maximilian Gritzner, "Handbuch derHaus-und Verdienstorden"  Leipzig 1893